# رونالد شوسيت
رونالد شوسيت (بالإنجليزية: Ronald Shusett)‏ (و. 1939  م) هو كاتب سيناريو، ومنتج أفلام، ومنتج منفذ أمريكي، ولد في بيتسبرغ.

## وصلات خارجية
- رونالد شوسيت على موقع IMDb (الإنجليزية)
- رونالد شوسيت على موقع ألو سيني (الفرنسية)
- رونالد شوسيت على موقع أول موفي (الإنجليزية)
- رونالد شوسيت على موقع قاعدة بيانات الأفلام السويدية (السويدية)
- رونالد شوسيت على موقع قاعدة بيانات الفيلم (الإنجليزية)
- رونالد شوسيت على موقع كينوبويسك (الروسية)